# Thé du Labrador
Rhododendron groenlandicum
Pour les articles homonymes, voir Labrador (homonymie).
Espèce
Classification phylogénétique
Le Thé du Labrador, ou Lédon du Groenland (Rhododendron groenlandicum, anciennement Ledum groenlandicum), est une espèce de plante à fleurs de la famille des Ericaceae présent dans les toundras, tourbières et forêts d'Amérique du Nord, consommé en breuvage ou comme condiment.

## Description

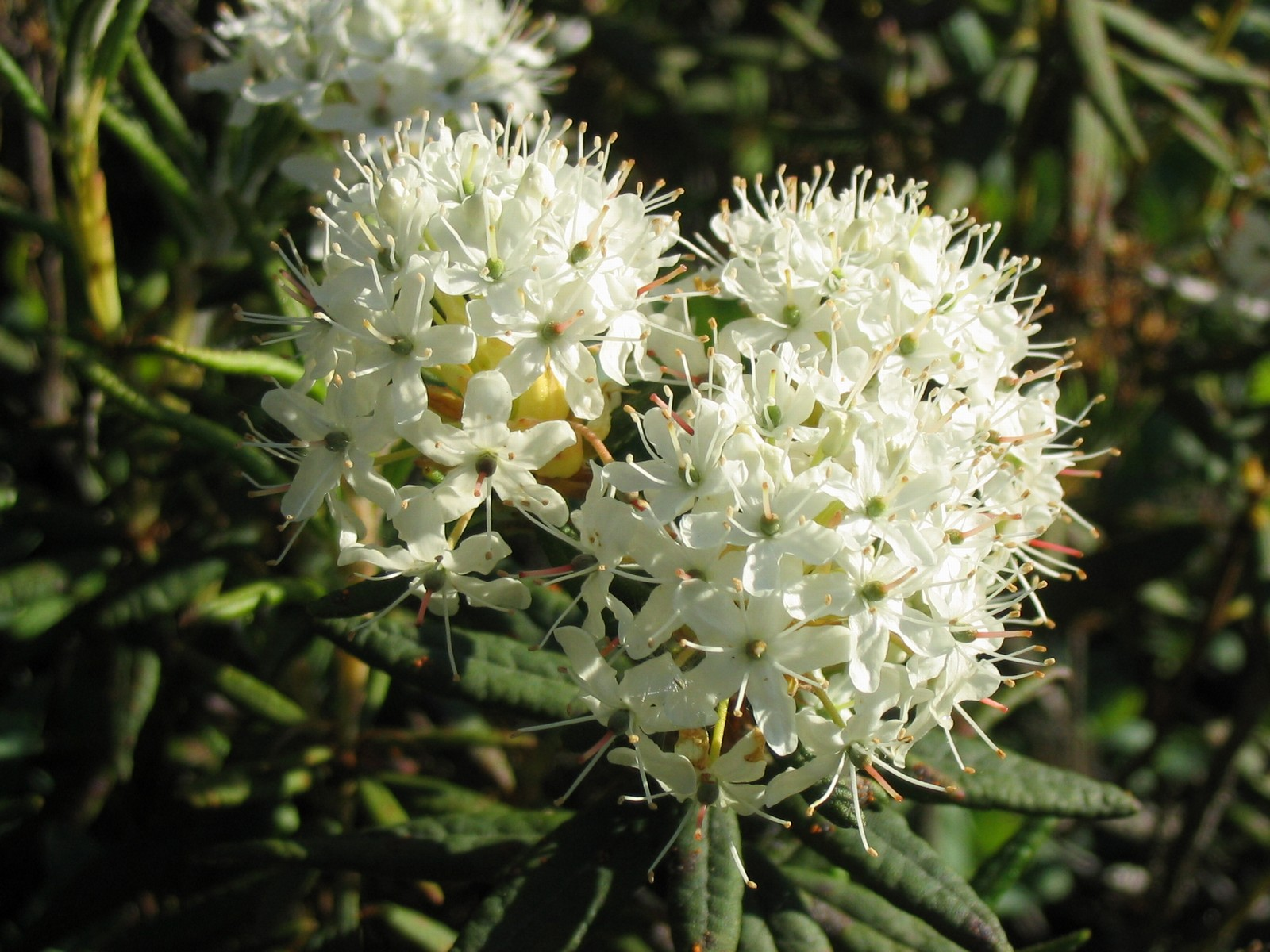
Fleurs du thé du labrador.

L'espèce est proche du Lédon palustre (Rhododendron tomentosum), certains auteurs la considérant d'ailleurs seulement comme une sous-espèce  de ce dernier.
C'est un sous-arbrisseau à port dressé haut de quelques dizaines de centimètres mais pouvant dans de bonnes conditions de croissance former des buissons atteignant jusqu'à 1,50 m de hauteur et de diamètre. Le feuillage est persistant, les feuilles sont alternées, simples, de forme elliptique et allongée, à bord du limbe recourbé vers le dessous. La face supérieure de la feuille est verte et luisante, la face inférieure est couverte d'un épais duvet qui masque la nervure médiane et qui, de couleur vert pâle sous les jeunes feuilles en formation, vire ensuite au roux sous les feuilles pleinement développées. L'invisibilité de la nervure par-dessous la feuille et la couleur rousse sont des caractères qui permettent de distinguer Rhododendron groenlandicum de Rhododendron palustre. Il est quasi imputrescible.

## Répartition et habitat

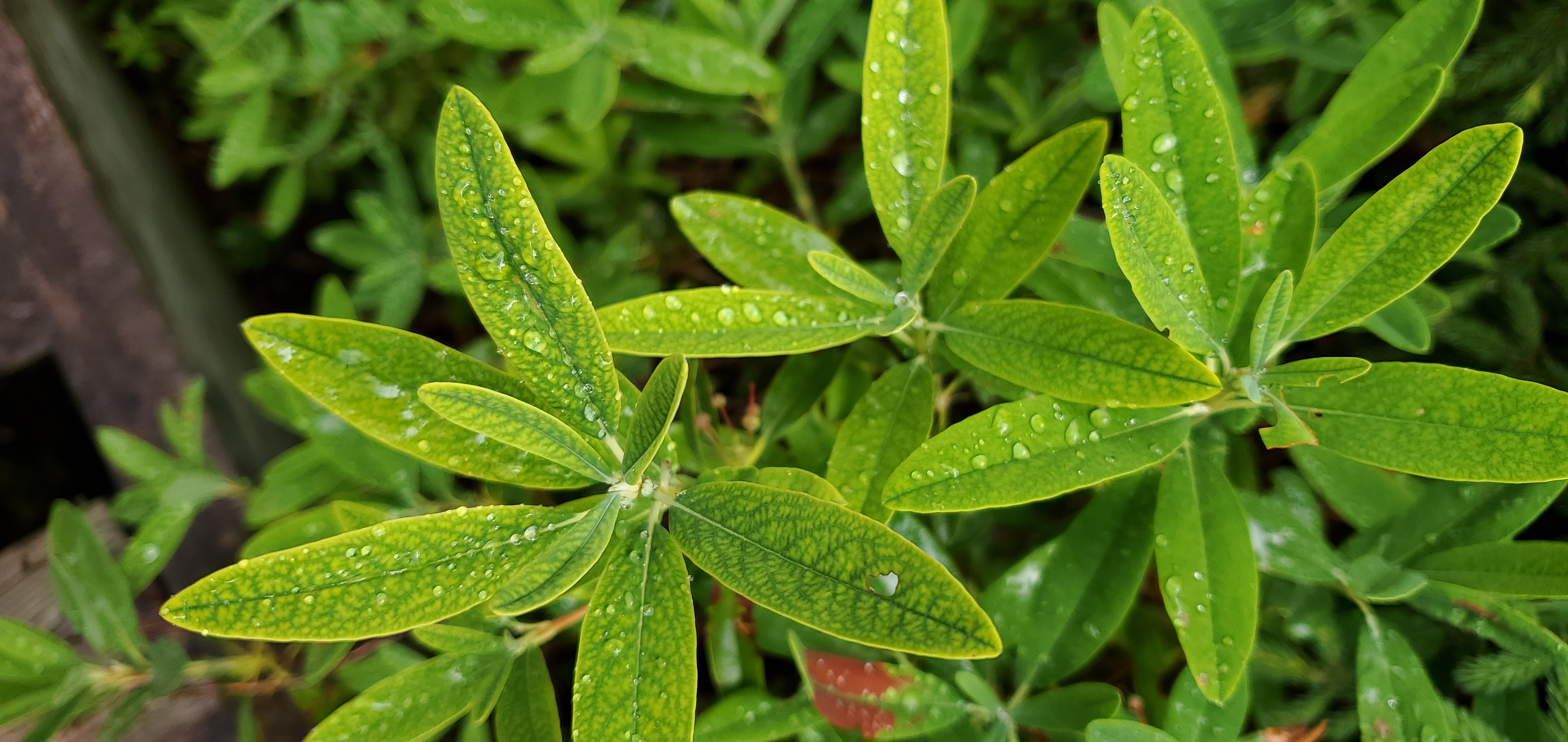
Arbuste de thé du Labrador dans le Parc national de Fundy.

Le thé du Labrador est présent sur une grande partie septentrionale du continent nord-américain depuis le Groenland jusqu'en Alaska. On le trouve sur la majeure partie du territoire du Canada et dans plusieurs des États du nord des États-Unis.
C'est une plante qui affectionne l'humidité et les sols acides et qui se rencontre notamment dans les tourbières et les sous-bois de conifères.

## Utilisation
Elle a des propriétés anti-inflammatoire, analgésique, anti-cancer, radioprotectrice et anti-infectieuse.
Les Athabaskans l'utilisaient comme une boisson, mais aussi comme un médicament pour le sang faible, le rhume, la tuberculose, les étourdissements, les brûlures d'estomac, les problèmes rénaux et la gueule de bois.
Les Autochtones le fumaient dans le calumet de la paix. Il était aussi utilisé pour traiter la grippe, la respiration difficile et les problèmes d’estomac. Le thé du Labrador arrivait en tête de liste des 17 plantes désignées par les guérisseurs autochtones pour leurs vertus thérapeutiques.
Certaines personnes mâchent les feuilles de thé du Labrador crues parce qu'elles en apprécient la saveur, ou l'utilisent comme épice pour la viande en faisant bouillir les feuilles et les branches dans l'eau, puis trempent la viande dans la décoction.
Congestions, adénomes prostatiques, insomnies, dépressions et stress extrême, sont des indications traditionnelles de l'huile essentielle, du rameau fleuri, riche en limonène et sélinène.
Il est à noter que le thé du Labrador peut être confondu avec d'autres plantes lui ressemblant, notamment le kalmia des marais (Kalmia angustifolia), très toxique et qui peut pousser près de lui.
La période de cueillette dure environ six semaines, du début juillet jusqu’à la mi-août.

## Plante hôte
Le Thé du Labrador (Ledum groenlandicum) est la plante hôte des chenilles des papillons Callophrys augustinus et Plebejus idas.

## Synonymes
- Ledum groenlandicum Oeder
- Ledum palustre subsp. groenlandicum (Oeder) Hultén
- Ledum palustre  var. latifolium (Jacq.) Michx.
- Ledum latifolium Ait.